# Bolesław Hydzik
Bolesław Hydzik (ur. 14 maja 1924, zm. 26 września 2020) – polski nauczyciel akademicki, oficer Marynarki Wojennej, profesor nauk humanistycznych.

## Życiorys
Pochodził z Kostarowiec. Brał udział w II wojnie światowej.
Po wojnie uzyskał stopień wojskowy komandora. Jako naukowiec uzyskał doktorat, habilitację, w 1980 tytuł profesora nadzwyczajnego, tytuł profesora zwyczajnego. Został wykładowcą Wyższej Szkoły Marynarki Wojennej im. Bohaterów Westerplatte i objął kierownictwo Katedry Nauk Społecznych. Brał udział w sympozjach i seminariach naukowych na WSMW. Jego specjalnością została dydaktyka nauczania i kształcenia. Do 1980 był autorem ponad 120 monografii i opracowań naukowych. Był promotorem prac doktorskich.
W późniejszym czasie został nauczycielem akademickim Ateneum-Szkoły Wyższej w Gdańsku.
Zmarł 26 września 2020.

## Publikacje
- Wybrane zagadnienia z metodologii dydaktycznych badań naukowych (1967)[10]
- Metodologiczne podstawy badań pedagogicznych w wojsku (1972)[11]
- Rozwijanie samodzielności studentów w procesie dydaktycznym (1977)[12]
- Podstawy dydaktyki wyższego szkolnictwa morskiego (1979)[13]
- Sytuacje dydaktyczne a aktywizacja studentów (1989)[14][15]

## Odznaczenia
- Krzyż Walecznych – trzykrotnie[2]
- Odznaka tytułu honorowego „Zasłużony Nauczyciel Polskiej Rzeczypospolitej Ludowej” (1986)[16]
- Nagroda szefa Głównego Zarządu Politycznego Wojska Polskiego (1976)[17]
- Dwa odznaczenia czechosłowackie (udekorowany przez gen. Ludvíka Svobodę)[2]